# Rudolf Persson
Rudolf Persson, född 17 februari 1899 i Finnåker, Örebro län, död 10 maj 1975 i Stockholm, var en svensk målare och konsthantverkare.
Han var son till inspektorn Israel Persson och Augusta Lind samt från 1928 gift med Vera Rydén. 
Persson studerade vid Högre konstindustriella skolan 1916–1919, Konstakademien i Stockholm 1919–1923 och i Tyskland, Frankrike, samt Italien. Han medverkade i gruppen Nio ungas utställningar, Svenska akvareller på Nationalmuseum och med Sveriges allmänna konstförening.
Bland hans offentliga arbeten märks dekorarbeten i en sal på Cecil i Stockholm, intarsiaarbeten vid Skandinaviska banken i Lund samt dekorarbeten på Svenska Amerikalinjens M/S Stockholm han utförde även dekorationsarbeten på samma rederis tidigare fartyg men som på grund av kriget inte togs i bruk. Även den populära ljusreklamen utanför biografen ”Draken” i Stockholm. Det var en neonskylt visande en grön drake med rörlig röd eldstunga. Biografen är numera nerlagd.
Hans konst består av figurer, stadsbilder, landskap, samt ljusblå stilleben i olja, akvarell eller gouache och intarsiabilder.
Persson är representerad vid Nationalmuseum, Statens historiska museum, Gustav VI Adolfs samling, Säffle stadshus och Länsmuseet Gävleborg.
Rudolf Persson är gravsatt på Skogskyrkogården i Stockholm.